# Henry Rider Haggard
Henry Rider Haggard, angleški pisatelj pustolovskih romanov, * 22. junij 1856, Bradenham, Norfolk, † 14. maj 1925, London.

## Življenje in delo
Haggard se je rodil kot osmi od desetih otrok. Obiskoval je gimnazijo v Ipswichu. Šolanja ni dokončal, zato ga je oče leta 1875 poslal za neplačanega pomočnika pri britanski kolonialni upravi v južni Afriki. Afrika se je izkazala kot vir navdiha. Ob vrnitvi v Anglijo se je leta 1880 poročil z Mariano Louiso Margitson. V zakonu so se jima rodili štirje otroci. V literaturi je zaslovel leta 1885 z objavo romana Salomonovi rudniki, ki je nastal zaradi stave med njim in njegovim bratom. 
Na volitvah leta 1895 je neuspešno kandidiral v parlamentu kot konservativni kandidat za delitev vzhodne Anglije. Bil je član komisij za rabo zemljišč. V agrarni politiki se je zgledoval pri tem, kar je videl v Evropi in deloma po izkušnjah iz Afrike. Za Daily Express je pisal članke o težkih pogojih kmetovanja v Angliji, o kmetijskih in socialnih reformah. Skoraj 100 člankov je objavil za časopis The Times. 
Znan je predvsem po svojih velikih pustolovskih pripovedih. Tri romane je napisal skupaj s prijateljem Andrewom Langom, s katerim si je delil interes za duhovnost in paranormalne pojave. V letih 1910−12 je pisal avtobiografski roman, objavljen šele po njegovi smrti, leta 1926. 
Haggard je začetnik žanra pripovedi o izginulih svetovih oz. civilizacijah (lost world, lost kingdom) in je spodbudil romanopisje Edwarda Bulwerja Lyttona, mita o potopljeni celini Atlantidi in nastanek filmov in računalniških iger, kot Tomb Raider, Indiana Jones, Jurski park, Apokalipto. Po njem se imenuje okrožje Rider v Britanski Kolumbiji.

### Pisatelj o nastanku romanaDekle z biseri
»Stal sem nedavno na rožnati ravnini nad Tiberijo ob galilejskem jezeru in gledal na goro Hatin in njena dva vrhova. Tukaj na tej gori je govoril Kristus svoj govor — oni popolni nauk o krotkosti in ljubezni. In tukaj je skoro dvanajst stoletij pozneje Jusuf Sallah-ed-din, ki nam je znan kot sultan Saladin, strl v prah krščansko vojno silo v Palestini v morda najbolj strahoviti bitki, kar jih pozna ta dežela krvi. Tako je gora osmero blagrov postala gora krvavega klanja. Ko sem razmišljal o teh čudno si nasprotujočih prizorih, ki so se vršili na enem in istem kraju, vzbudila se je v moji duši želja, spisati po najboljših močeh zgodbo, v kateri bi mogli vsi oni, ki jih zanima romantičnost tiste važne in tajnostne dobe, ko so bili ljudje na tisoče veseli, da so mogli dati svoje življenje za vero, najti četudi slabotno in temotno sliko dolgotrajne vojske med križem in polumesecem, ki je divjala po sirijskih planjavah in puščavah …«

## Haggard in Slovenci
Haggarda so najprej omenjali v celjskem nemškem časniku Deutsche Wacht 1887, potem pa so o njem pisali v časnikih Glas naroda (1905), Slovenski narod, Slovenec,  Domoljub, Amerikanski Slovenec idr., veliko so ga prevajali, ponatiskovali in brali (npr. Vladimir Bartol). Roman Dekle z biseri je doživel tudi dramatizacijo. Večino njegovih romanov je pod kratico J. M. ali pod psevdonimom Josip Poljanec prevedel Ivan Mulaček, pozneje tudi Franc Stopar in Franc Čampa.  
- Diamanti kralja Salomona ([King Solomon's Mines], 1885) – prev. Ivan Mulaček (Slovenec 1908, Salomonovi rudniki, Domoljub 1912–1913, knjiga 1913) (COBISS)
- Kleopatra ([Cleopatra], 1889) – prev. J. Poljanec (Kleopatra: Zgodba o kraljevskem Egipčanu Harmakisu, njegovem padcu in maščevanju, kakor jo je sam napisal, 1928); prev. Ivan Mulaček (Kleopatra: Velika voditeljica: Zarote, padci, maščevanja, 1994)
- Hči cesarja Montezume ([Montezuma's Daughter], 1893) – prev. J. Poljanec (Hči cesarja Montezume: Zgodovinska povest, 1927); prev. Ivan Mulaček (Hči cesarja Montezume: Roman, 1994) (COBISS)
- Dekle z biseri ([Pearl Maiden: A Tale of the Fall of Jerusalem], 1903) – prev. Ivan Mulaček (Slovenec 1910) (COBISS); Franc Čampa (Deklè z biseri: Povest iz prve dobe krščanstva, 1942),[4] 1974 (Dekle z biseri: Zgodovinski roman, 1974, 1987); (Dekle z biseri: Zgodovinsko-ljubezenski roman, 2015)
- Roža svetá ([The Brethren], 1904) – prev. Ivan Mulaček (Slovenec 1912–1913; Amerikanski Slovenec 1912–1913; Roža svetá: Povest iz dobe tretje križarske vojske (v knjigi) 1913) (COBISS)
- V deveti deželi (Domoljub 1913–1914, knjiga 1915) – prev. I. M. [Ivan Mulaček]
- Jutranja zvezda ([Mornning Star], 1910) – prev. P. M. Černigoj (1925) (COBISS)
- Družina v ledeni dobi ([Allan and the Ice-Gods], 1927) – prev. Anton Anžič (Družina v ledeni dobi: Zgodba o početkih človeštva, 1942) (COBISS)
- Allan Quatermain, 1967 – prev. France Stopar ([Allan Quatermain: Ex Africa semper aliquid novi], 1887) (COBISS)

## Iz ocen romanov

### Dekle z biseri
»Povest je prepletena z izredno zanimivimi dogodljaji in mičnimi zapletljaji. Izobražencu bo nudil poseben estetični užitek razvoj ljubkega značaja krasne Miriam, ponosnega in možatega značaja Markovega ter skritega, dvomljivega značaja Kalebovega; vse te je pisatelj res mojstersko naslikal, kakor da jih je izklesal iz mramorja. Zdi se nam, ko čitamo  povest, da zremo lepi Miriam v krasno lice, čujemo biti junaško srce plemenitega Marka ter skušamo razkriti zahrbtno početje mračnega Kaleba. —  Povest, ki je polna dejanja, se bo vtisnila vsakemu čitatelju neizbrisno v spomin.«

### Jutranja zvezda
»Usoda glavnega junaka Ramesa, ki je tip viteškega junaka-vojaka in prelepe Tue je opisana v markantnih potezah in realistično zgodovinsko-verno. Asti je žena velikega koncepta in ne male energije, opisana z vsemi simpatičnimi svojstvi. Na stare intrigante nas spominja zlobni in zahrbtni Abi, ki iz časti-lakomnosti in vladohlepnosti visoko zraste zato, da je njegov padec tem občutnejši. Snov celega romana je povzeta iz egipčanske zgodovine, doba je orisana natančno po zgodovinskih virih, kot je pisal svoje dni Ebers. Ves roman pa je prepleten s staro egipčansko  mitologijo. Božanstveni K., dvojnik, osebnost v osebi, igra veliko vlogo, ki zapleta in razpleta dejanje. Tudi simpatična postava berača v puščavi žene dejanje od zapletka do razvozljanja energično in verjetno do konca. Posamezni pojavi kot »Božja sodba«, »Solnčna ladja«, »Čarobna podoba« so pisani z občudovanja vredno fantazijo in vendar nazorno, prepričevalno do zadnje pike. Realistična, življenjsko resnična poglavja kot »Tua v Mem-fidi«, »Ramesov boj s princem iz Keša«, ali pa uvodni prizor »Abijeva zarota« so podana s toliko življenjsko silo, da prizori požive pred tabo v živih barvah. Zvezdoslovje igra nemalo vlogo in je verno posneta slika iz življenja starih Egipčanov. Prevod je lep, jezik gladek, snov in njena obdelava vseskozi zanimiva, zato bo našla Jutranja zvezda pot v vsako knjižnico, ker ni le vzgojna ljudska povest, ampak tudi literarno pomembno delo velikega angleškega pisatelja.«